# بورتاريا (هالكيديكي)
بورتاريا (Πορταριά) هي مدينة في هالكيديكي في مقاطعة فوريا إلادا في اليونان.